# Roberto Mancini
Pour les articles homonymes, voir Mancini.
Roberto Mancini, né le 27 novembre 1964 à Jesi, est un footballeur international italien devenu entraîneur. 
Considéré comme l'un des meilleurs milieux de terrain offensifs de l'histoire du football italien, il a débuté en Serie A avec Bologne en 1981 à l'âge de seize ans. De 1982 à 1997, il devient un symbole de la Sampdoria dont il est le joueur le plus capé et meilleur buteur (566 matchs pour 173 buts). Il forme avec Gianluca Vialli un duo offensif légendaire appelé I gemelli del gol (les jumeaux du but). Après avoir porté le maillot du club génois durant quinze saisons, il joue pendant trois ans avec la Lazio Rome, puis clôture sa carrière de footballeur à l'étranger, avec un bref passage à Leicester City début 2001.
Après 29 apparitions et neuf buts en équipe d'Italie des moins de 21 ans, avec laquelle il participe aux Championnats d'Europe en 1984 et 1986, Roberto Mancini compte 36 sélections avec l'équipe d'Italie A entre 1984 et 1994. Il participe au Championnat d'Europe 1988 en tant que titulaire et à la Coupe du monde 1990 sans jouer. Sous le maillot azzuro, il inscrit quatre buts.
Six fois vainqueur de la Coupe d'Italie, Roberto Mancini est, avec Gianluigi Buffon, le joueur qui a remporté le plus de fois ce trophée, ainsi que celui qui compte le plus de participations à la compétition (120 matchs). Son palmarès comprend également deux Coupes d'Europe des vainqueurs de coupe, deux titres de champion d'Italie, deux Supercoupes d'Italie et une Supercoupe de l'UEFA.
Immédiatement après la fin de sa carrière de joueur, Roberto Mancini devient entraîneur de l'ACF Fiorentina en 2001-2002. Après cette première expérience mitigée, il enchaîne par deux années de retour à la Lazio Rome. Prouvant ses qualités de technicien, Mancini rejoint l'Inter Milan à l'été 2004 et y reste quatre saisons. En 2009, il fait son retour en Angleterre, sur le banc de Manchester City fraîchement racheté par un fonds émiratis. Après quatre nouvelles années, il enchaîne à Galatasaray et remporte la Coupe nationale. À l'été 2014, Mancini revient sur le banc intériste pour deux saisons. En 2017, il rejoint le Zénith Saint-Pétersbourg. Le 14 mai 2018, il est nommé commissario tecnico (sélectionneur) de l'équipe d'Italie. Il qualifie la Squadra azzurra pour l'Euro 2020 en remportant tous les matchs des éliminatoires. Au cours de la compétition, la Nazionale atteint le chiffre de 34 matches sans défaite, ce qui constitue un record pour un sélectionneur italien. Sa sélection remporte la compétition continentale, déplacée à l'été 2021.
En tant qu'entraîneur, il remporte également de nombreux trophées : quatre Coupes d'Italie (record partagé avec Massimiliano Allegri et Sven-Göran Eriksson), deux Supercoupes d'Italie, trois championnats italien, un championnat d'Angleterre, une FA Cup, un FA Community Shield et une Coupe de Turquie. À la tête de l'équipe d'Italie, il remporte l'Euro à l'été 2021.
En octobre 2021, son nom est cité dans les Pandora Papers.
Quelques jours avant sa démission du poste de sélectionneur de l'Italie, il obtient la triple casquette de sélectionneur de l'Italie A, l'Italie espoirs et l'Italie -20 ans.

## Biographie

### Carrière en club
Mancini débute à l’âge de seize ans dans l’équipe de Bologne.
Il passe 15 saisons à la Sampdoria Gênes dont huit aux côtés de Gianluca Vialli avec lequel il forme un redoutable duo d'attaquant. Cette période est assurément la plus belle du club génois. Sous leur impulsion la Sampdoria est notamment championne d'Italie en 1991 et finaliste de la Coupe des clubs champions en 1992 contre le FC Barcelone.
Il est le joueur comptant le plus de matchs et de buts sous le maillot de la Sampdoria.
Il remporte la Coupe d'Europe des vainqueurs de coupes à deux reprises avec la Sampdoria Gênes et la Lazio Rome, ainsi qu’une Supercoupe de l'UEFA aux dépens de Manchester United.
Dans le calcio, Mancini est par deux fois champion d'Italie, avec la Sampdoria Gênes et la Lazio Rome, et remporte six fois la coupe d’Italie.
Il est désigné meilleur joueur du championnat d'Italie en 1988 et en 1991.
Il effectue un passage quasi anecdotique à Leicester City à la fin de sa carrière. Il joue 5 matchs sous son nouveau maillot avant de partir entraîner la Fiorentina.

### Carrière en équipe nationale
Entre 1984 et 1994, Mancini est sélectionné à 36 reprises en équipe d'Italie, équipe avec laquelle il inscrit 4 buts.
Il participe à la Coupe du monde de football de 1990 lors de laquelle l'équipe d'Italie termine à la troisième place, mais ne participe à aucun match.
Sa carrière internationale s'arrête peu avant la coupe du monde 1994, après une dispute avec le sélectionneur Arrigo Sacchi qui ne lui assurait pas une place de titulaire pour cette compétition.

### Carrière d'entraîneur

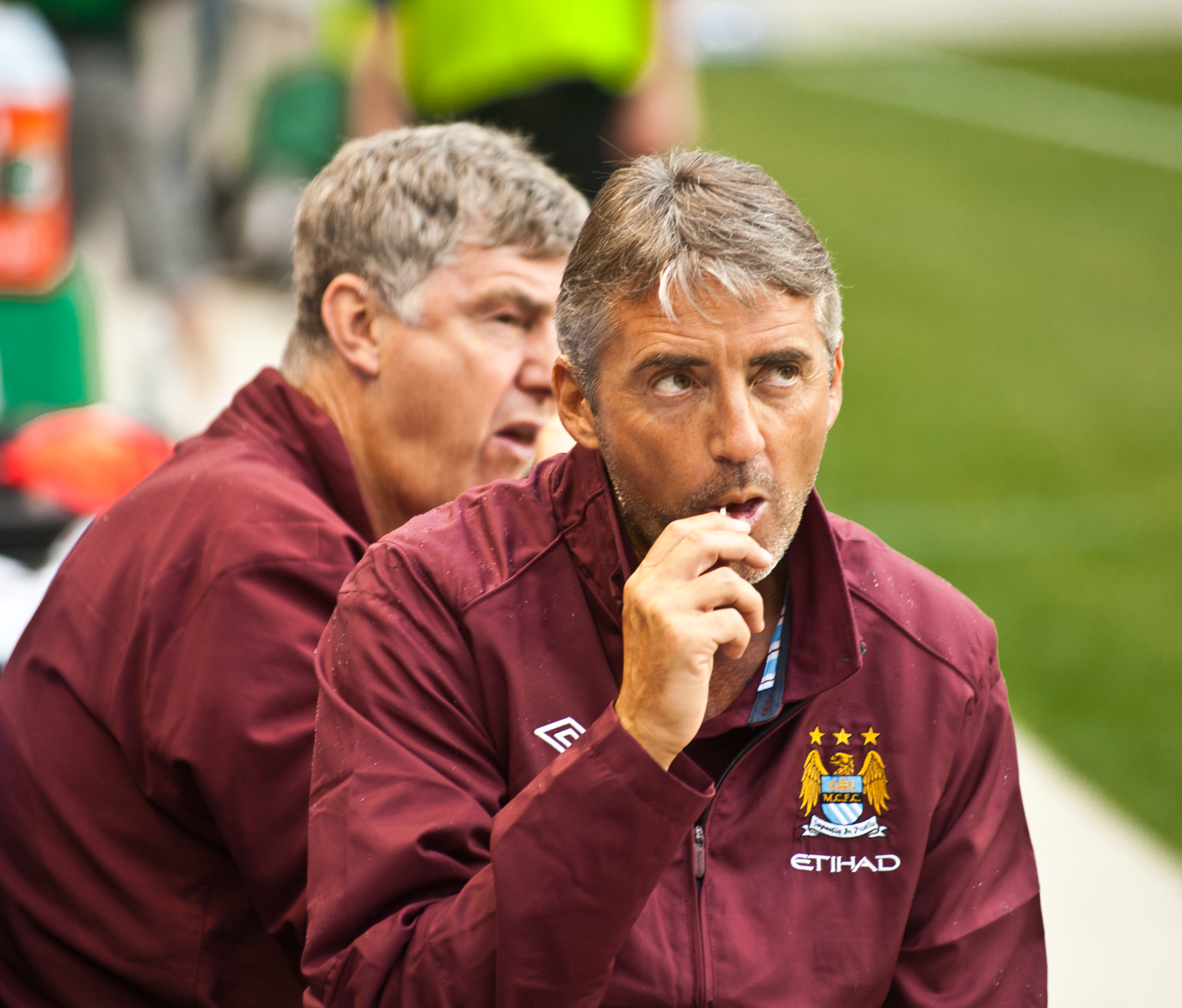
Mancini à Manchester City en 2010.

Grâce à la victoire épique à la dernière minute de Manchester City contre Queens Park Rangers (3-2) Mancini remporte le Championnat d'Angleterre de football 2011-2012. Avant de rejoindre Leicester City en janvier 2001, il devient le second adjoint de Sven-Göran Eriksson, en plus de Luciano Spinosi, sur le banc de la Lazio pendant six mois.
Mancini remporte la coupe d’Italie avec l'Inter Milan et la Lazio de Rome, soit trois coupes qui s’ajoutent aux six déjà remportées en tant que joueur.
Il a été trois fois champion d'Italie en 2006, 2007 et 2008. Malgré ces succès nationaux, il est licencié à l'été 2008 par le président de l'Inter Massimo Moratti en raison des performances en demi-teinte du club en Ligue des champions.
Avec l’Inter Milan, il remporte en outre la supercoupe d’Italie en 2005 contre la Juventus.
Il prend les rênes de Manchester City le 19 décembre 2009.
Le 13 mai 2013, un an jour pour jour après avoir décroché le titre, il est licencié par ses dirigeants avant même la fin du championnat.
Le 30 septembre de la même année, il devient l'entraîneur du Galatasaray SK d'Istanbul. Il est engagé par le champion turc pour trois saisons. À son premier match, le 2 octobre à Turin, dans une partie de la phase de groupe de la Ligue des Champions, il mène son club à un nul (2-2) contre la Juventus.
Le 11 juin 2014, il quitte le Galatasaray.
Le 14 novembre, après le licenciement de Walter Mazzarri il retrouve le poste d'entraîneur de l'Inter Milan qu'il avait déjà occupé de 2004 à 2008.
Le 8 août 2016, le club de l'Inter de Milan publie un communiqué annonçant sa séparation avec Mancini.
Le 25 février 2017 il participe en tant qu'invité à l'émission italienne Ballando con le stelle.
Le 1er juin 2017 il devient l'entraineur du Zénith Saint-Pétersbourg pour un contrat de trois ans plus 2 années en option.
Le 1er mai 2018, il est pressenti pour devenir à l'issue du championnat russe fin mai, l'entraîneur de l'équipe nationale italienne de football. Son contrat avec le Zénith est rompu par consentement mutuel le 13 mai.

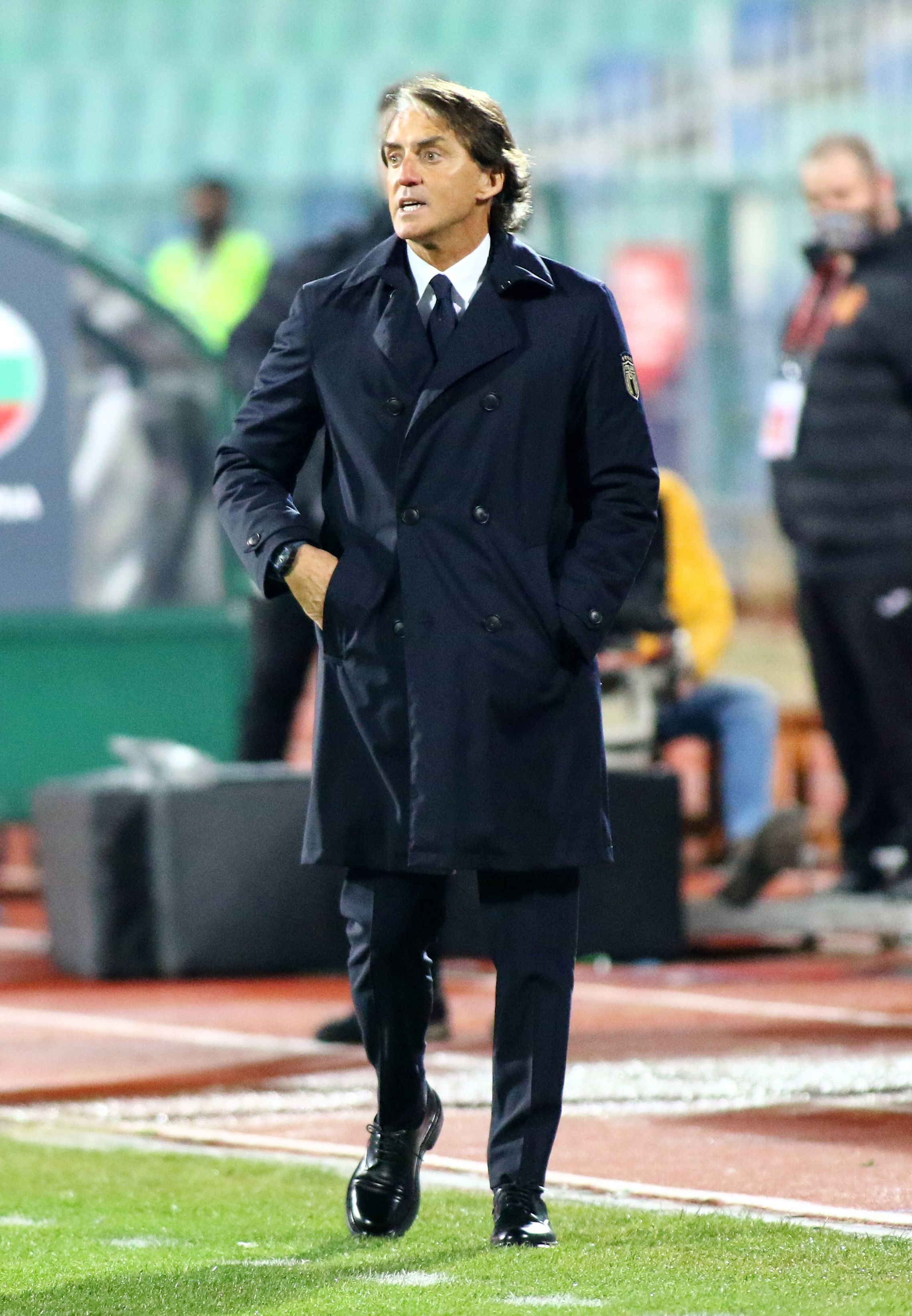
Roberto mancini en 2021.

Le 14 mai 2018, il devient sélectionneur de l'Italie. 
Roberto Mancini impressionne à la tête de l’équipe nationale italienne avec laquelle il égale un record d’invincibilité de 25 matchs de Marcelo Lippi.
Le 17 mai 2021, Roberto Mancini a prolongé son contrat jusqu'en 2026. La Nazionale se qualifie pour l'Euro 2020 avec 10 victoires en 10 rencontres. Au cours de la compétition, elle passe le premier tour avec trois victoires, et lors de sa qualification pour les quarts de finale (victoire en huitièmes 2-1 après prolongations face à l'Autriche le 26 juin 2021 à Wembley), elle atteint les 31 matches sans défaite. Il s'agit d'un nouveau record pour un sélectionneur italien, la précédente série (invincibilité durant 30 matches) datant de l'équipe dirigée par Vittorio Pozzo entre 1935 et 1939. Ce nouveau record est porté à 35 matches le 2 septembre 2021. Il égale ainsi le record d'invincibilité pour une sélection nationale, codétenu par le Brésil et l'Espagne.
Il démissionne de son poste de sélectionneur de l’équipe d’Italie le dimanche 13 août 2023, sans donner les raisons de cette décision avec un bilan contrasté - Victoire de l'Euro 2021, série d'invisibilité porté à 37 matchs consécutifs, mais une non-qualification à la Coupe du monde 2022.

### Parenthèse saoudienne
- 9 victoires, 7 matchs nuls et 6 défaites en 21 matchs ;
- Coupe d'Asie 2024 : Élimination en huitième de finale contre la Corée du Sud ;
- Mauvais départ dans les qualifications de la Coupe du monde 2026.

Assurant que sa démission de l'équipe italienne n'est pas liée à une offre d'une autre nation, il avait justifié cela en raison d'un désaccord avec le président de la Fédération italienne (FIGC), Gabriele Gravina. Toutefois, deux semaines après sa démission, il s'engage bien comme sélectionneur de l'équipe nationale d'Arabie Saoudite avec l'objectif de remporter la Coupe d'Asie 2024, pour un contrat de 25 millions d'euros annuels nets (contre 4.5 millions d'euros en Italie), succédant au Français Hervé Renard. Le recrutement de R. Mancini vient du fait que l'Arabie saoudite affiche depuis quelques années l'ambition de redorer son image par le sport appelé « blanchiment par le sport (sportswashing) ». Ce départ laisse de grosses doutes sur la motivation de R. Mancini qui reçoit de nombreuses critiques de la presse italienne. Accompagnant la montée en puissance du Championnat d'Arabie saoudite, la Fédération saoudienne désire également une équipe nationale plus forte. Las, une élimination de la sélection dès les huitièmes de finale après avoir perdu aux tirs au but contre la Corée du Sud en Coupe d'Asie 2024 et un mauvais départ dans les qualifications de la Coupe du monde 2026 - défaite contre le Japon à domicile et match nul face au Bahreïn - amènent R. Mancini, critiquant par ailleurs le manque de temps de jeu des joueurs saoudiens dans le Championnat local qui a privilégié les joueurs étrangers, et la Fédération à mettre fin à leur collaboration le 24 octobre 2024. Il ne sera resté en poste que 14 mois.

## Palmarès

### Joueur

#### En équipe nationale
- 36 sélections et 4 buts en équipe d'Italie entre 1984 et 1994
- Champion du monde militaire en 1989 avec l'équipe d'Italie militaire

#### Avec la Sampdoria Gênes
- Champion d'Italie en 1991
- Finaliste de la Ligue des champions en 1992
- Vainqueur de la Coupe d’Italie en 1985, 1988, 1989 et 1994
- Vainqueur de la Supercoupe d'Italie en 1991
- Vainqueur de la Coupe d'Europe des vainqueurs de coupe en 1990

#### Avec la Lazio de Rome
- Vainqueur de la Coupe d'Europe des vainqueurs de coupe en 1999
- Vainqueur de la Supercoupe de l'UEFA en 1999
- Champion d'Italie en 2000
- Vainqueur de la Coupe d’Italie en 1998 et 2000
- Vainqueur de la Supercoupe d'Italie en 1998

### En tant qu'entraîneur
| ACF Fiorentina (1)                      | SS Lazio (1)                            | Inter Milan (7) | Manchester City (3) | Galatasaray SK (1)                        | Italie (1)                                                                                             |
| --------------------------------------- | --------------------------------------- | --- | --- | ----------------------------------------- | --- |
| - Coupe d’Italie (1) - Vainqueur : 2001 | - Coupe d’Italie (1) - Vainqueur : 2004 | - Championnat d’Italie (3) - Vainqueur : 2006, 2007 et 2008 - Coupe d’Italie (2) - Vainqueur : 2005 et 2006 - Supercoupe d’Italie (2) - Vainqueur : 2005 et 2006 | - Championnat d’Angleterre (1) - Vainqueur : 2012 - Coupe d’Angleterre (1) - Vainqueur : 2011 - Community Shield (1) - Vainqueur : 2012 | - Coupe de Turquie (1) - Vainqueur : 2014 | - Championnat d’Europe (1) - Vainqueur : 2020 - Ligue des nations de l'UEFA - Troisième : 2021 et 2023 |

## Distinctions personnelles
- Joueur le plus capé de toute l'histoire de la Sampdoria Gênes avec 567 matchs
- Meilleur buteur de toute l'histoire de la Sampdoria Gênes avec 173 buts
- Meilleur joueur de l'année de Serie A en 1997
- Meilleur joueur italien de l'année de Serie A en 1997

## Statistiques

### En championnat
| Année        | Équipe          | Championnat    | Matchs | Buts |
| ------------ | --------------- | -------------- | ------ | ---- |
| 1981-1982    | Bologne         | Serie A        | 30     | 9    |
| 1982-1983    | Sampdoria Gênes | Serie A        | 22     | 4    |
| 1983-1984    | Sampdoria Gênes | Serie A        | 30     | 8    |
| 1984-1985    | Sampdoria Gênes | Serie A        | 24     | 3    |
| 1985-1986    | Sampdoria Gênes | Serie A        | 23     | 6    |
| 1986-1987    | Sampdoria Gênes | Serie A        | 26     | 6    |
| 1987-1988    | Sampdoria Gênes | Serie A        | 30     | 5    |
| 1988-1989    | Sampdoria Gênes | Serie A        | 29     | 9    |
| 1989-1990    | Sampdoria Gênes | Serie A        | 31     | 11   |
| 1990-1991    | Sampdoria Gênes | Serie A        | 30     | 12   |
| 1991-1992    | Sampdoria Gênes | Serie A        | 29     | 6    |
| 1992-1993    | Sampdoria Gênes | Serie A        | 30     | 15   |
| 1993-1994    | Sampdoria Gênes | Serie A        | 30     | 12   |
| 1994-1995    | Sampdoria Gênes | Serie A        | 31     | 9    |
| 1995-1996    | Sampdoria Gênes | Serie A        | 26     | 11   |
| 1996-1997    | Sampdoria Gênes | Serie A        | 33     | 15   |
| 1997-1998    | Lazio Rome      | Serie A        | 34     | 5    |
| 1998-1999    | Lazio Rome      | Serie A        | 33     | 10   |
| 1999-2000    | Lazio Rome      | Serie A        | 20     | 0    |
| Janvier 2001 | Leicester City  | Premier League | 5      | 0    |

### Entraîneur
Mis à jour le 24 janvier 2023.
| ACF Fiorentina           | 26 février 2001   | 14 janvier 2002 | 44  | 16  | 14  | 14  | 36.3  |
| Lazio Rome               | 1er juillet 2002  | 14 juin 2004    | 102 | 49  | 32  | 21  | 48.0  |
| Inter Milan              | 7 juillet 2004    | 29 mai 2008     | 226 | 140 | 60  | 26  | 61.9  |
| Manchester City          | 19 décembre 2009  | 13 mai 2013     | 191 | 113 | 38  | 40  | 59.1  |
| Galatasaray              | 30 septembre 2013 | 11 juin 2014    | 46  | 25  | 12  | 9   | 54.3  |
| Inter Milan              | 14 novembre 2014  | 8 août 2016     | 76  | 36  | 16  | 24  | 47.3  |
| Zenith Saint-Petersbourg | 1er juin 2017     | 13 mai 2018     | 45  | 22  | 13  | 10  | 48.8  |
| Italie                   | 14 mai 2018       | 13 août 2023    | 61  | 37  | 15  | 9   | 60.66 |
| Arabie saoudite          | 27 août 2023      | 24 octobre 2024 | 20  | 8   | 7   | 5   | 40    |
| Total                    | Total             | Total           | 811 | 441 | 205 | 165 | 54.38 |